# Gare de Sugnens
La gare de Sugnens est une gare ferroviaire du chemin de fer Lausanne-Échallens-Bercher. Elle se situe sur le territoire de Sugnens, une localité de la commune de Montilliez, dans le canton de Vaud, en Suisse.

## Situation ferroviaire
Établie à 648 m d'altitude, la gare de Sugnens est située au point kilométrique 17,44 de la ligne Lausanne – Bercher (101). Elle se situe entre la halte du Grésaley et la halte de Fey. Elle est un point de croisement entre les trains régionaux et les trains directs circulant sur la ligne, cette dernière étant à voie unique. Sugnens est bien une gare et non une halte. En effet, cette dernière est pourvue d'une signalisation de type L indiquant aux trains l'entrée et la sortie de la gare.
La gare comporte deux sectionneurs situé côté Grésaley. Elle est de plus dotée de deux voies. En fait l'une est un évitement qui permet de faire croiser deux trains. Il y a aussi une petite voie de garage.

## Histoire
Construite et mise en service en 1889, cette gare se situe au bas du village de Sugnens. Elle a été reconstruite entre 2013-2016 et son bâtiment actuel est un abri dans le même style architectural que la gare de Jouxtens-Mézery ainsi que les haltes du Lussex, des Ripes et du Grésaley.
En 2013, la gare compte une moyenne de 115 passagers par jour, soit 0,54 % des mouvements journaliers de la ligne. Il s'agit de la plus faible fréquentation sur la ligne pour cette année-là.
Le 31 décembre 2015 vers 7 h 40, l'automotrice RBe 4/8 41 circulant en direction de Lausanne, franchit le passage à niveau pour entrer en gare et déraille sur l'appareil de voie d'entrée sans se renverser. Le train étant vide à l'exception du mécanicien de locomotive, le déraillement ne provoque rien d'autre que des dégâts matériels légers. Une équipe technique de CFF Infrastructure remet le train sur les rails qui, après une inspection, peut reprendre le service commercial.

## Service des voyageurs

### Accueil
La gare dispos d'une petite salle d'attente dans laquelle se trouve un banc abrité contre la pluie ainsi qu'un distributeur de billets sont présents ainsi qu'un interphone d'urgence et un oblitérateur pour les cartes multicourses comme pour toutes les autres haltes. Il y a néanmoins un petit parc à vélos abrité de l'autre côté du bâtiment. La station est protégée par vidéosurveillance.

### Desserte
La gare de Sugnens est desservie par des trains régionaux et directs à destination de Bercher, d'Échallens et de Lausanne-Flon.